# Chalid Kabbani
Chalid Kabbani, Khaled Qabbani (ur. 1945 w Bejrucie) – libański prawnik, polityk i dyplomata, sunnita. Ukończył prawo na Uniwersytecie Libańskim, gdzie otrzymał w 1979 r. stopień doktora. W kwietniu 2005 r. objął stanowisko ministra sprawiedliwości w pierwszym rządzie Nadżiba Mikatiego, a następnie kierował resortem edukacji i szkolnictwa wyższego w gabinecie Fouada Siniory.